# Önnered

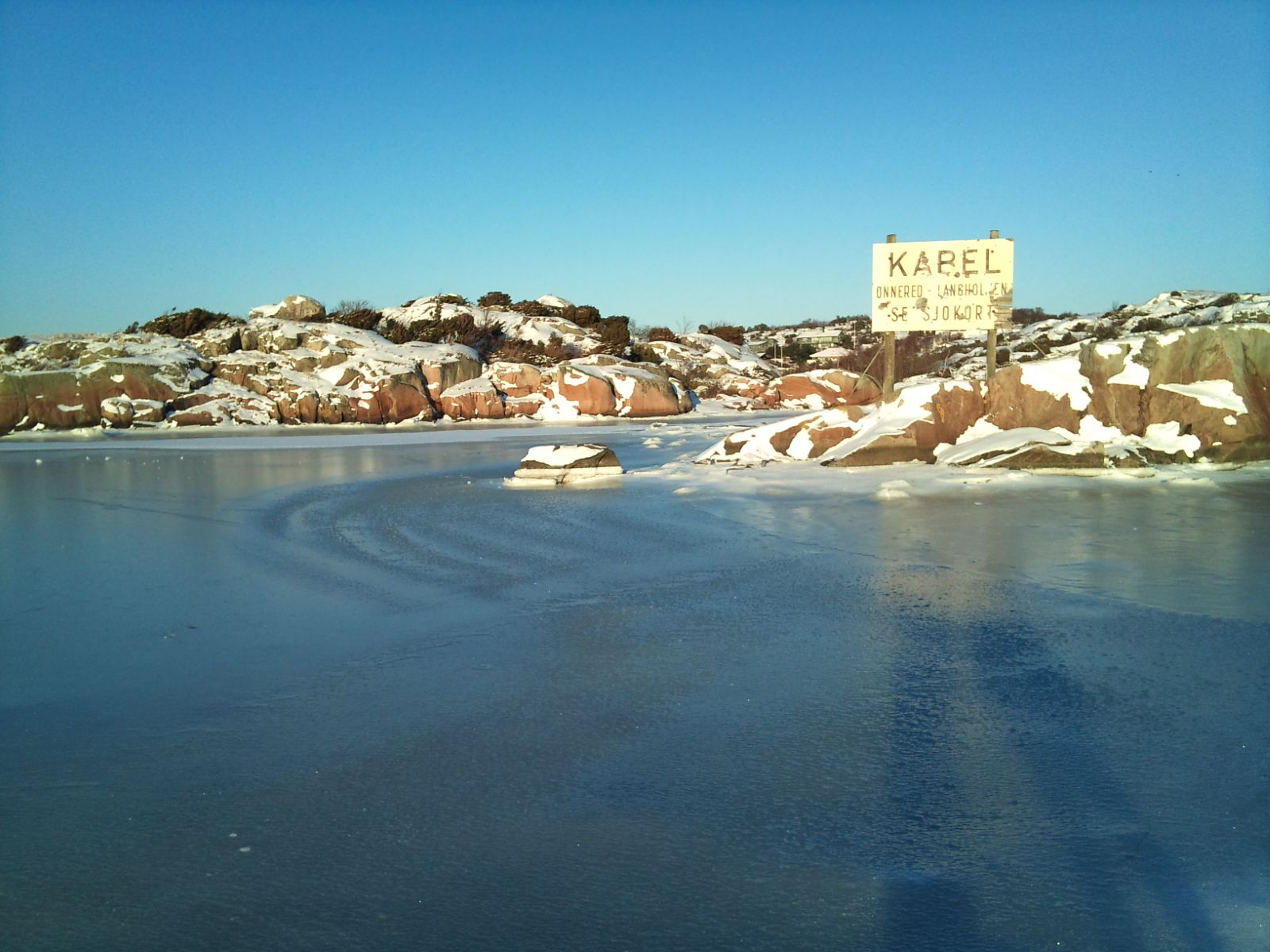
Utsikt från Ganlet på vintern.

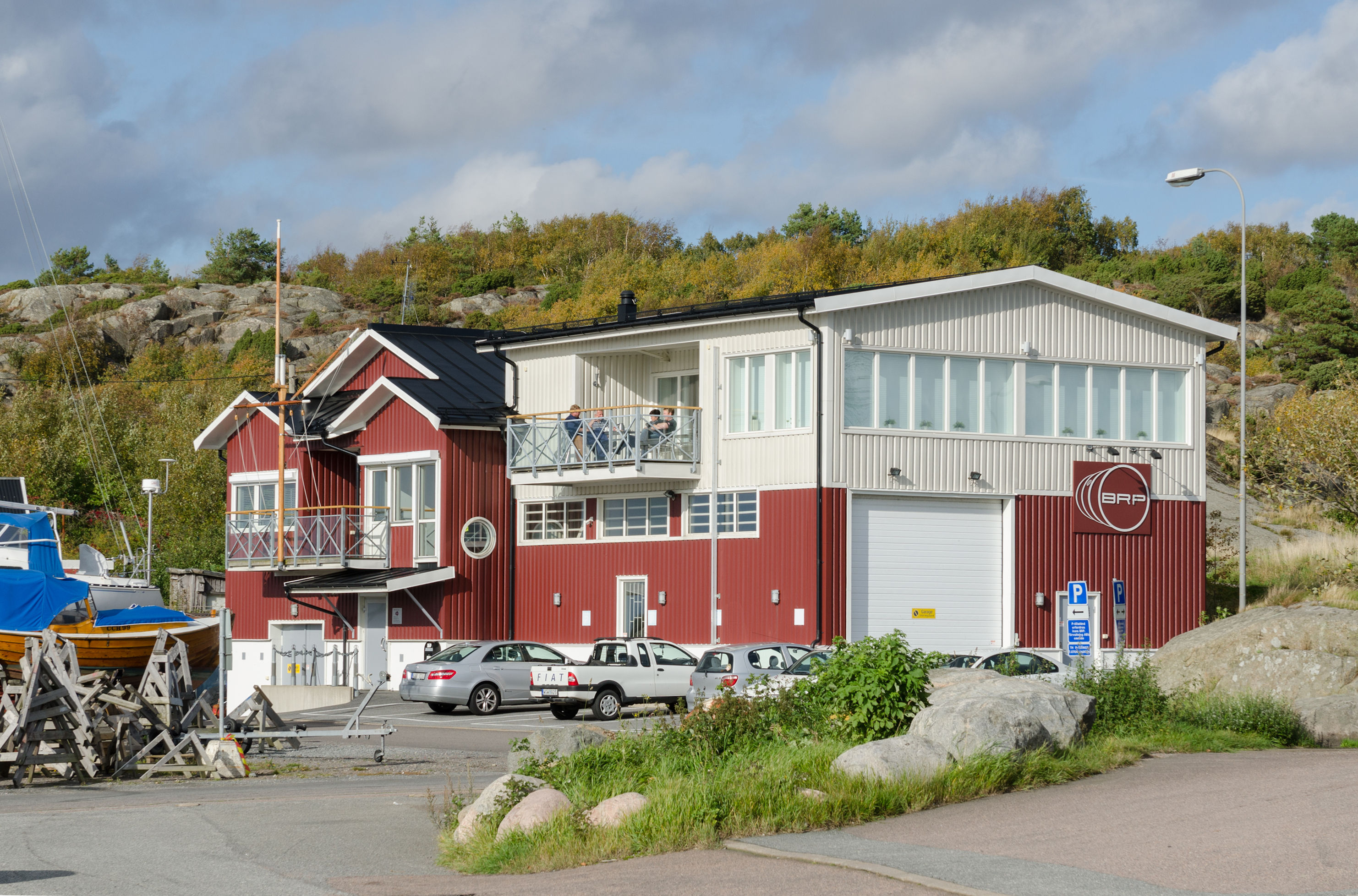
Byggnad i hamnen.

Önnered uttal (fil) är en stadsdel och ett primärområde i stadsområde Sydväst i Göteborgs kommun. Stadsdelen har en areal på 516 hektar.

## Ortnamnet
Namnet Önnered hittas tidigast i de skriftliga källorna från 1540 i formen Öndriis gerde, vidare Öndridt 1550, Öndrydh 1567, Öneredht 1590 och Önnere 1629. Förleden antas komma av det fornvästnordiska mansnamnet Øyvindr och efterleden -red betyder röjning, röjd plats, alltså platsen som "Öyvind röjde". På 1500-talet fanns det två skattebetalande bönder i Önnered vid namn "Räf". Därför kallas Önneredsbor för "rävar" till viss del även idag. Önnered beboddes dock tidigare av människor, på bronsåldern anlades gravplatser och boplatser i bergen och många av dessa är väl bevarade än idag.

## Bebyggelsen
Området är ett havsnära område i sydvästra Göteborg. Bebyggelsen består av både radhus och villor. I den gamla bykärnan finns rester av det tidigare jordbruks- och fiskarsamhället genom Olles Gård, som förvaltas av Önnereds Kulturförening. Flera äldre hus och byggnader finns i Önnered, till exempel Olas gård vars mangårdsbyggnad har anor från 1700-talet. Husen är inte K-märkta men ingår i en typ av bebyggelse som Göteborgs kommun önskar bevara.
I Önnered ligger Önneredsskolan med klasser från förskoleklass till årskurs nio och i närheten av skolan ligger badplatserna Ganlet och Rörvik. Ganlet är ett naturskönt rekreationsområde med återställda våtmarker.

## Hamnen
Önnereds brygga är namnet på hamnen, som tidigare var en aktiv fiskehamn. Nu finns det cirka 1.000 båtplatser för fritidsbåtar. Bryggan ligger vid Eskils kanal som leder till Fiskebäck. Ett antal sjöbodar på Lilla Rösö bidrar till ortens karaktär. Inte långt från Önnereds brygga ligger Jungman Janson, en restaurang med utsikt över skärgården.

## Nyckeltal

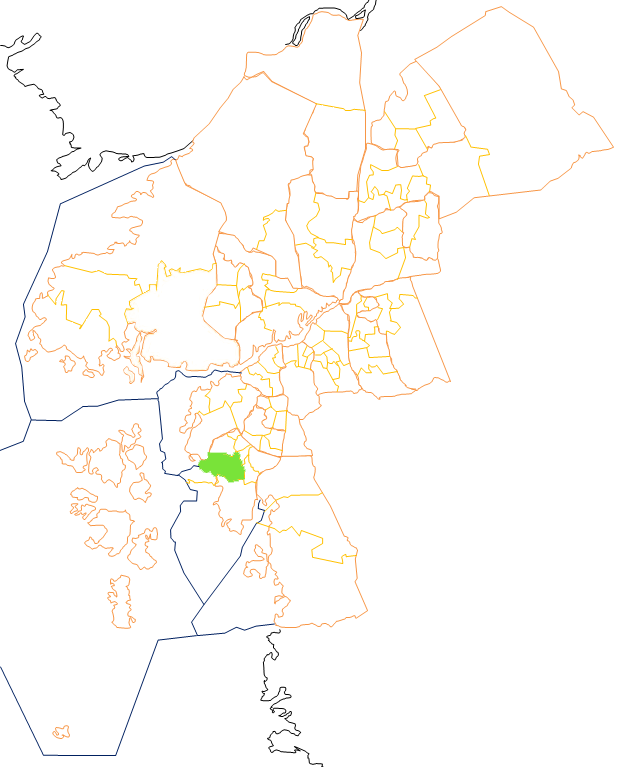
Önnered

Nyckeltalen redovisar statistik som beskriver Göteborg och dess 96 delområden, primärområden, per den 31 december och kan användas för att jämföra de olika områdena. Nedan redovisas uppgifter för primärområdet och jämförelse görs mot uppgifterna för hela kommunen.
|                                                           | Önnered    | Hela Göteborg |
| --------------------------------------------------------- | ---------- | ------------- |
| Folkmängd                                                 | 3 961      | 587 549       |
| Befolkningsförändring 2020–2021                           | -36        | +4 493        |
| Andel födda i utlandet                                    | 9,3 %      | 28,3 %        |
| Andel utrikes födda eller med två utrikes födda föräldrar | 13,1 %     | 38,1 %        |
| Medelinkomst                                              | 432 300 kr | 332 400 kr    |
| Arbetslöshet                                              | 2,6 %      | 6,6 %         |
| Antal ersatta dagar från F-kassan per person (16-64 år)   | 19,3       | 19,5          |
| Andel med eftergymnasial utbildning (minst 3 år)          | 39,9 %     | 37,9 %        |
| Andel bostäder byggda 1961–1970                           | 44,6 %     |               |
| Andel bostäder i allmännyttan                             | 7,5 %      | 25,9 %        |
| Antal färdigställda bostäder 2021                         | 2          |               |
| Andel bostäder i småhus                                   | 79,2 %     | 18,3 %        |

## Stadsområdes- och stadsdelsnämndstillhörighet
Primärområdet tillhörde fram till årsskiftet 2020/2021 stadsdelsnämndsområdet Västra Göteborg och ingår sedan den 1 januari 2021 i stadsområde Sydväst.